# Carpații Sârbești
Carpații Sârbești (în sârbă Karpatske planine) sunt o grupă muntoasă aflată în estul Serbiei Centrale. Ea este o prelungire a Munților Carpați pe malul drept al Dunării, prin care acest lanț muntos se leagă de Munții Balcani din sud-est. Ei se întind pe direcția nord-sud în estul Serbiei, mărginindu-se la vest cu valea Moravei Mari; la est cu valea Timokului Alb și la nord cu valea Nišavei. Altitudinile sunt în jur de 800–1500 m, fiind dominați de trăsături geologice carstice calcaroase.

## Definiții
În definiție strictă (adoptată de Academia Sârbă de Științe și Arte, precum și de Convenția Carpaților), partea sârbească a Munților Carpați cuprinde doar 732 km², sau 0,35% din aria totală a Carpaților. Această parte cuprinde malul sudic al Porților de Fier și zona Parcului Național Đerdap. În majoritatea restului definițiilor, chiar și acea parte este exclusă din definiția Carpaților, ei fiind considerați a fi mărginiți în sud-vest de Dunăre. Punctele de extrem ale acestei zone carpatice din Serbia sunt Tekija 44°43′N 22°28′E / 44.717°N 22.467°E la nord, 44°22′N 22°06′E / 44.367°N 22.100°E la sud, Golubac 44°40′N 21°36′E / 44.667°N 21.600°E la vest și 44°39′N 22°33′E / 44.650°N 22.550°E la est (barajul Porțile de Fier). El acoperă crestele nordice ale munților Kučaj de Nord, Šomrda, Liškovac, Veliki Greben și Miroč, în comunele Golubac, Majdanpek și Kladovo

## Demografie
Estul Serbiei este una dintre cele mai rarefiat populate zone ale Peninsulei Balcanice. O mare parte din populația prezentă aici în secolul al XIX-lea practica păstoritul seminomad. Politica nașterii unui singur copil pe familie, autoimpusă în Serbia anilor 1880 pentru a evita fărâmițarea proprietăților funciare a produs o permanentă rămânere în urmă în termeni de populație.
Populația este formată majoritar din sârbi cu minoritate mare de români oficial denumiți vlahi. Serbia duce o politica de asimilare, nu permite invatarea limbii romane, deschiderea de biserici romanesti.
Zona este subdezvoltată, cu infrastructură puțină și distanțe mari între așezări. Regiunea este supusă unui fenomen continuu de depopulare: de la recensământul din 1991 până la cel din 2002, comunele Bor și Majdanpek au pierdut fiecare câte 3.500 de locuitori, Negotin a pierdut 5.500, Zaječar a pierdut 5.000, iar Knjaževac 6.500.